# Canale Vittorio Emanuele III
Il canale Vittorio Emanuele III fu scavato nel 1925, nella Laguna di Venezia, sulla precedente canaletta di servizio per il trasporto del materiale di colmata. Il canale collega il canale della Giudecca a Porto Marghera. 
Fu costruito per consentire alle navi di raggiungere direttamente Porto Marghera, entrando in laguna dal Porto di Lido-San Nicolò. Uno dei principali sostenitori dell'opera fu Giuseppe Volpi. Il canale venne costruito con una larghezza di 28 metri, poi allargato a 50 metri a fine anni '40; negli anni '50 la profondità fu portata a 11 metri.
Lo scavo di questo canale portò a cambiamenti nell'idrodinamica della zona, diventando via preferenziale della propagazione della marea. Il canale perse di importanza con la costruzione del Canale dei Petroli, che diventò la principale arteria per il trasporto verso Marghera.